# Il magnifico Robin Hood
Il magnifico Robin Hood è un film del 1970 diretto da Roberto Bianchi Montero.

## Trama
Alcuni nobili, per iniziativa di lord Linton, raccolgono tra i Normanni ed i Sassoni la somma necessaria per liberare e riportare sul trono d'Inghilterra re Riccardo Cuor di Leone, caduto prigioniero degli infedeli. Il principe Giovanni si inventa un piano per far passare Robin Hood come l'assassino di un nobile sassone, rimasto ucciso durante la liberazione di re Riccardo Cuor di Leone.